# Szofrics Pál
Szofrics Pál, Pavle Sofrić (Szentendre, 1857. augusztus 23. – Belgrád, 1925) tanár. A tanítás mellett néprajzi és történelmi tárgyú írással, valamint műfordítással is foglalkozott.

## Élete
A gyermekkorát Szentendrén töltötte. A kiegyezés idején egy szerb egyházi népiskolában tanult. Felsőfokú tanulmányait a Budapesti Tudományegyetemen végezte, ahol tanári diplomát szerzett, majd évekig tanított Szentendrén. A 20. század elején Nišbe (Szerbia) költözött, ahol tanári állást vállalt. Tanított még Belgrádban és Loznicában is. 

## Munkássága
Nišben emlékirata is megjelent, amelyekben Szentendréről ír. Ezekben az írásokban olvasható, hogy amikor az első osztályt végezte, egyetlen tanító oktatta a négy évfolyamot, összesen 50-60 fiút és lányt. Az idő alatt, hogy a tanító az egyik osztályt tanította, a többiek csendesen tanultak. A hagyományok tiszteletét mutatta az is, hogy még az iskolában is igazodtak a mehalákhoz, a szerbek 1690-es letelepedési helyeihez. A jeles napokon az istentiszteletre tyiprováci városrészben élő gyerekeknek a Tyiprovacska templomba, az opováciaknak az Opovacskába, a pozsareváciaknak a Pozsarevacska templomba kellett menniük. A legtöbben a székesegyházba mentek, mert a püspöki szertartáshoz volt szükség a legnagyobb számú gyerekre, hogy segítsenek a misében. Ezen kellett részt vennie Szofricsnak is, de ő nem kedvelte a hosszú szertartásokat. Művében aprólékosan leírja, hogyan tanulták az olvasást, a számtant, a vallási énekeket és a népdalokat. A harmadikosokat és negyedikeseket magyarul és németül is oktatták. Elmeséli azt is, milyen komolyan megbüntették a tanulókat a különböző kihágásaikért. Például az egész iskola – felnőttek és gyerekek- előtti, megszégyenítő, a diákok által végrehajtott botveréssel. (Ekkoriban a testi bántalmazás büntetésre való alkalmazása megszokott volt.) Mire Szofrics Pál elvégezte a négy osztályt, már négy oktatója, sőt még igazgatója is volt az iskolának. Tanítóiról csak monogramjuk alapján mesél, mégis úgy gondoljuk, hogy Georgije Joszifovics volt az az idős G.J., aki tanítói tevékenységének 50. jubileuma kapcsán, ezüst keresztet kapott a Magyar Királyi Közoktatási Minisztériumtól. A Diákkori emlékeim… valósan mutatja be a kétszáz éve Szentendrén élt szerb tanulók életét, és ugyanakkor apró irata az akkori Magyarország oktatási és nemzetiségi politikájának.  Ma is áll az épület, ahol Szofrics Pál kisgyerekként tanult és felnőttként tanított. Az épület elején található márványtábla ószláv nyelvű felirata a Szentendrén letelepedett szerbek jelenlétéről tesz tanúbizonyságot:
„A járhatatlan sűrűséget átalakították az ember rendkívüli lakhelyévé. Ez a nemes tudományoknak szentelt templom a szerbek áttelepedésének 100 éves évfordulója után 3 évvel épült, és a hazafias szerb görögkeleti, nem egyesült vallású egyházközösség állította fel Szentendrén 1793-ban.”
A templom igazából 1794-ben épült fel. Az iskola élete akár a várostörténet részét is képezhetné. Már 50 évvel korábban is felvetette az ötletét az akkori szerb püspök egy „nemes tudományoknak szentelt templom” építésének, de II. József utasítására Szentendrének egy „német ajkú” tanintézményt kellett volna építenie.  Ezért a városi ülés sok időre elhalasztotta az építkezést. II. József a halála előtt, 1790-ben érvénytelenítette iskolarendeletét. Ezzel megszűnt a gát az iskola felépítése elől.

## Emlékezete
- Szentendrén az Alkotmány (egykor Püspök) utca 5. számú házat, melyben élt, emléktábla jelöli.
- Szintén Szentendrén, a Vasúti villasorból nyíló egyik utcát róla nevezték el.